# Liste von Dateinamenserweiterungen/J
In dieser Liste sind übliche Dateinamenserweiterungen aufgelistet, die in einigen Betriebssystemen zur Unterscheidung von Dateiformaten verwendet werden. In anderen Betriebssystemen erfolgt die Dateitypenidentifikation hauptsächlich über den Dateivorspann und bei E-Mail-Anhängen hat der MIME-Type eine größere Bedeutung als die Dateinamenserweiterung. Systeme, die nach den beiden letztgenannten Vorgehensweisen verfahren, ignorieren die Erweiterung meist vollständig. 
| Dateinamenserweiterung | MIME-Typ                       | Vollständiger Name                 | Bemerkungen, Verwendung                                          |
| ---------------------- | ------------------------------ | ---------------------------------- | ---------------------------------------------------------------- |
| .j2k                   |                                | JPEG 2000                          | Wavelet komprimierte Bilddateien                                 |
| .j62                   |                                | Ricoh camera Datei                 | –                                                                |
| .jam                   | audio/x-jam                    | Java Module                        | Komprimiertes Dateiarchiv                                        |
| .jar                   | application/java-archive       | Java Archive                       | Komprimiertes Dateiarchiv                                        |
| .jarx                  |                                | JARX file                          | enthält Informationen über .jar-Dateien                          |
| .jas                   |                                | Graphic                            | Generic                                                          |
| .java                  | text/plain, text/x-java-source | Source code                        | Java                                                             |
| .jbd                   |                                | Datafile                           | SigmaScan                                                        |
| .jbf                   |                                | Image browser Datei                | Paint Shop Pro                                                   |
| .jbx                   |                                | Project Datei                      | Project Scheduler 4.0                                            |
| .jef                   |                                | Janome Embroidery Format           | zur Steuerung von Janome Stickmaschinen                          |
| .jff                   | image/jpeg, image/pjpeg        | JPEG image                         | –                                                                |
| .jfif                  | image/jpeg, image/pjpeg        | JPEG File Interchange Format       | JPEG-Norm komprimierte Bilddatei                                 |
| .jgw .jpegw            | image/jpeg, image/pjpeg        | JPEG world file                    | ASCII-Datei, die die Georeferenz zu einer JPEG-Datei enthält     |
| .jif                   | image/jpeg, image/pjpeg        | JPEG image file                    | –                                                                |
| .jisp                  |                                | Java Indexed Serialization Package | SIM                                                              |
| .jks                   |                                | Java Key Store                     | Schlüsselspeicher im proprietären Java-Format                    |
| .jmp                   |                                | Discovery chart-to-statistics      | SAS JMP                                                          |
| .jn1                   |                                | Jill of the Jungle data            | Epic MegaGames                                                   |
| .jnb                   |                                | Workbook Datei                     | Sigma Plot 5                                                     |
| .jnilib                |                                | JNI Library                        | Programmbibliothek für Java (JNI) (Shared Object) unter Mac OS X |
| .jnt                   |                                | Journal Viewer File                | Microsoft Journal Viewer                                         |
| .job                   |                                | Vektorgrafik                       | QuestVision                                                      |
| .jor                   |                                | Journal                            | Microsoft SQL Server                                             |
| .jou                   |                                | Journal backup                     | VAX Edt editor                                                   |
| .jou                   |                                | Journal backup                     | VAX Edt editor                                                   |
| .jp2                   | image/jp2                      | JPEG 2000                          | Wavelet komprimierte Bilddateien                                 |
| .jpc                   |                                | JPEG 2000                          | Wavelet komprimierte Bilddateien                                 |
| .jpe .jpeg .jpg        | image/jpeg, image/pjpeg        | Joint Photographic Experts Group   | Verlustbehaftete komprimierte Bilddateien                        |
| .jpf                   |                                | JPEG 2000 file                     | Wavelet komprimierte Bilddatei                                   |
| .jpm                   | image/jpm                      | JPEG 2000 file                     | Wavelet komprimierte Bilddatei                                   |
| .jpx                   | image/jpx                      | JPEG 2000 file                     | Wavelet komprimierte Bilddatei                                   |
| .jra                   | application/crystalclear       | i-net Crystal-Clear Report Archive | i-net Crystal-Clear Berichts Archive                             |
| .jrl                   |                                |                                    | StarMoney Journale (Windows)                                     |
| .js                    | application/x-javascript       | JavaScript code                    | –                                                                |
| .jsc                   |                                | Source code                        | JetAudio Skinerstellungs Script Datei                            |
| .jsd                   |                                | Jet Suite document                 | eFAX                                                             |
| .jsk                   |                                | Skin Datei                         | JetAudio Bedienoberflächendatei                                  |
| .json                  | application/json               | JavaScript Object Notation         | Unabhängiges Datenaustausch-Format in Textform                   |
| .jsp                   |                                | JavaServer Page                    | dynamische HTML-Datei für Java-basierende Webserver              |
| .jt                    |                                | Jupiter Tessellation               | 3D-Datenformat                                                   |
| .jtf                   |                                | Faxdokument                        | Hayes JT Fax                                                     |
| .jtk                   |                                | Java ToolKit Datei                 | Sun Microsystems                                                 |
| .jw                    |                                | JustWrite                          | JustWrite Text Document                                          |
| .jwl                   |                                | JustWrite Library                  | JustWrite-Bibliothek                                             |
| .jzz                   |                                | Spreadsheet                        | Jazz                                                             |